# ルーベン・ゴタイ
ルーベン・ブルース・ゴタイ（Rubén Bruce Gotay, 1982年12月25日 - ）は、プエルトリコ自治連邦区リオ・ピエドラス出身の元プロ野球選手（内野手）。右投両打。
1960年代にメジャーリーガーとしてプレーしたフリオ・ゴタイの甥。

## 経歴
2000年のMLBドラフト31巡目（全体914位）でカンザスシティ・ロイヤルズから指名されプロ入り。
2004年8月3日にメジャーデビューし、この年は44試合、2005年は86試合に出場した。
2006年のシーズン開幕前の3月に開催された第1回ワールド・ベースボール・クラシックのプエルトリコ代表に選出された。しかし、大会後はマイナー暮らしが続く。同年7月19日には、ジェフ・ケッピンガーとのトレードで、ニューヨーク・メッツへ移籍。そこでもメジャーに戻れないままシーズンを終える。
2007年はホセ・バレンティンの故障に伴い4月末にメジャー昇格、ダミオン・イーズリーとの併用で二塁手として出場していたが、7月末にルイス・カスティーヨが移籍してきてからは代打要員となった。2008年3月、ウェーバーにかけられアトランタ・ブレーブスに移籍、88試合に出場した。
2009年2月、ピッツバーグ・パイレーツとマイナー契約。しかしシーズン開幕直前に放出されアリゾナ・ダイヤモンドバックスへ移った。
2011年6月18日にブレーブスとマイナー契約を結ぶ。11月2日にFAとなった。
2012年3月8日にトロント・ブルージェイズとマイナー契約を結んだ。6月5日に金銭トレードで古巣のブレーブスへ移籍。11月3日にFAとなった。
2013年3月26日にセントルイス・カージナルスとマイナー契約を結んだ。11月5日にFAとなり、12月18日にシンシナティ・レッズとマイナー契約を結んだ。
2014年オフにFAとなる。
2015年4月3日にメキシカンリーグのサルティーヨ・サラペメーカーズと契約したが、4月16日にリリースされた。
2016年は4月1日に再びサルティーヨ・サラペメーカーズと契約したが、4月7日にリリースされた。その後5月16日に独立リーグ・アトランティックリーグのロングアイランド・ダックスと契約した。2017年限りで退団し現役を引退した。
2018年からフィラデルフィア・フィリーズ傘下A+級クリアウォーター・スレッシャーズのコーチに就任し、2019年はルーキー級ガルフ・コーストリーグ・フィリーズのコーチを務めた。2021年からはピッツバーグ・パイレーツ傘下A+級グリーンズボロ・グラスホッパーズのコーチを務める。

## 詳細情報

### 年度別打撃成績
| 年 度    | 球 団    | 試 合 | 打 席 | 打 数 | 得 点 | 安 打 | 二 塁 打 | 三 塁 打 | 本 塁 打 | 塁 打 | 打 点 | 盗 塁 | 盗 塁 死 | 犠 打 | 犠 飛 | 四 球 | 敬 遠 | 死 球 | 三 振 | 併 殺 打 | 打 率 | 出 塁 率 | 長 打 率 | O P S |
| -------- | -------- | ----- | ----- | ----- | ----- | ----- | -------- | -------- | -------- | ----- | ----- | ----- | -------- | ----- | ----- | ----- | ----- | ----- | ----- | -------- | ----- | -------- | -------- | ----- |
| 2004     | KC       | 44    | 166   | 152   | 17    | 41    | 7        | 3        | 1        | 57    | 16    | 0     | 1        | 1     | 2     | 9     | 0     | 2     | 36    | 4        | .270  | .315     | .375     | .690  |
| 2005     | KC       | 86    | 317   | 282   | 32    | 64    | 14       | 2        | 5        | 97    | 29    | 2     | 2        | 4     | 5     | 22    | 0     | 4     | 51    | 3        | .227  | .288     | .344     | .632  |
| 2007     | NYM      | 98    | 211   | 190   | 25    | 56    | 12       | 0        | 4        | 80    | 24    | 3     | 3        | 3     | 1     | 16    | 1     | 1     | 42    | 2        | .295  | .351     | .421     | .772  |
| 2008     | ATL      | 88    | 117   | 102   | 10    | 24    | 5        | 0        | 2        | 35    | 8     | 1     | 1        | 2     | 0     | 13    | 0     | 0     | 32    | 4        | .235  | .322     | .343     | .665  |
| MLB：4年 | MLB：4年 | 316   | 811   | 726   | 84    | 185   | 38       | 5        | 12       | 269   | 77    | 6     | 7        | 10    | 8     | 60    | 1     | 7     | 161   | 13       | .255  | .315     | .371     | .686  |

- 2018年度シーズン終了時

### 代表歴
- 2006 ワールド・ベースボール・クラシック・プエルトリコ代表